# Sophie Ristelhueberová
Sophie Ristelhueberová (nepřechýleně Sophie Ristelhueber; * 21. října 1949, Paříž) je francouzská umělkyně, fotografka a vizuální umělkyně. Její fotografie se týkají lidských dopadů války. Ristelhueberová hojně fotografovala na Balkáně a na Středním východě. Její práce byly vystaveny v Tate Modern a Kanadské národní galerii. Sophie Ristelhueberová je zastoupena galerií Jérôme Poggi a galerií Catherine Putman v Paříži. Je pravidelně vystavována ve Francii i v zahraničí. V roce 2009 jí byla věnována retrospektiva v muzeu Jeu de Paume v Paříži . V roce 2010 obdržela cenu Deutsche Börse.

## Životopis
Ristelhueberová se narodila v Paříži a v současné době tam žije. Její práce Fait zkoumá zkázu způsobenou během války v Zálivu. V březnu 2010 získala cenu Deutsche Börse Photography Prize, kterou jí předal filmový režisér Terry Gilliam.

## Dílo
Dílo Sophie Ristelhueberové se odvíjí prostřednictvím fotografií, instalací, videí, zvukových děl a uměleckých knih. Na pozemcích v konfliktu nebo v rodinném domě fotografuje architekturu, která osciluje mezi destrukcí a výstavbou, zadržuje z povrchu pruhy země, praskliny zdí nebo to, čemu říká jizvy v krajině »  .

## Monografie
- Chéroux, Clément. « Comme l'image d'un pansement » in La voix du voir, éditions Xavier Barral, Paris, 2019
- Brutvan, Cheryl. Details of the World, Museum of Fine Arts publications (Boston) ; Détails du monde, éditions Actes Sud (Paris), 2002.
- Catherine Grenier, Sophie Ristelhueber – La guerre intérieure, Dijon, Les Presses du réel, 2019, 2. vyd (1 vyd. 2010).
- Ann Hindry, Sophie Ristelhueber, Paříž, Hazan, 1998.
- Latour Bruno, Mellor David, Schlesser Thomas. Sophie Ristelhueber - Opérations, Les Presses du réel (Dijon), 2009 ; Thames & Hudson (Londýn), 2009.
- Mayer, Marc. Sophie Ristelhueber : Fait –Books on Books č. 3, vyd. Errata (New York), 2008.
- Sans, Jérôme. Sophie Ristelhueber, une œuvre de terrain, profil d’une collection, Frac Basse-Normandie (Caen), 1995.